# بيتر سميث (فنان)
بيتر سميث (بالإنجليزية: Peter Smith)‏ هو فنان بريطاني، ولد في 1967 في منسفيلد ‏ في المملكة المتحدة.

## وصلات خارجية
- الموقع الرسمي